# آرتو طریان
آرتو طریان (ارمنی: Արտո Տերյան زاده ۱۵ سپتامبر ۱۸۹۲ - درگذشته ۱۹۵۴) بازیگر و کارگردان تئاتر ارمنی‌تبار اهل ایران بود.
آرتو طریان مؤسس گروه‌های تئاتری بسیاری در تهران بود و در نقش‌های متعددی روی صحنه آمده است. وی نقش بسزایی در پیشرفت تئاتر ایران داشت و نمایش‌نامه‌های چندی را به زبان‌های ارمنی و فارسی ترجمه نموده است.

## زندگی‌نامه
در پنجشنبه ۱۵ سپتامبر ۱۸۹۲ (۲۵ شهریور ۱۲۷۱) در محله ارمنیان واقع در دروازه قزوین (نزدیک میدان وحدت اسلامی کنونی) دیده به جهان گشود. او در مدرسه هایگازیان، مدرسه ارمنیان تهران تحصیل کرد، طریان در دوره تحصیل به زبان‌های فارسی، ارمنی و فرانسه تسلط کامل پیدا کرد سپس به آموختن زبان روسی پرداخت.
این زوج هنرمند از ۱۹۱۴ فعالیت رسمی هنری خود را شروع کردند و در این مدت به دو هنرمند اصلی صحنه‌های نمایش ارمنیان تهران تبدیل شدند. از ۱۹۱۶ میلادی زوج هنرمند وارتو و آرتو طریان بر روی صحنه‌های نمایش ارمنیان تهران ظاهر شدند. از ۱۹۳۲ تا ۱۹۲۳ میلادی تئاتر ارمنیان تهران فعالیت خود را با گروه‌های بسیاری ادامه داد. در این میان استودیو دراماتیک که آرتو طریان آن را اداره می‌کرد، جایگاه خاصی در بین جوانان تهرانی داشت.
وی با تشویق همسرش برای ادامه تحصیل در سال ۱۹۱۷ (۱۲۹۶) به روسیه و ضمن تحصیل در مسکو به مطالعه و کسب تجربه در هنر تئاتر پرداخت. چون به تهران بازگشت با هنرمندان «انجمن دوستداران تئاتر» همکاری کرد.
زوج طریان در سال (۱۳۰۰) نمایشنامه «حکایت» و سپس درام «عشق و وطن» نوشته علی‌اکبرخان سیاسی را اجرا کردند. آنان مجدداً نمایشنامه «پریچهر و پریزاد» را در ۱۹۲۱ (ماه قوس ۱۳۰۰) در سالن گراند هتل تهران نمایش دادند.
حسن مقدم متخلص به علی نوروز در سال ۱۹۲۱ (۱۳۰۰) نمایشنامه «جعفرخان از فرنگ آمده» را نوشت و آرتو طریان با همکاری همسرش لالا و اعضای «گروه تئاتر کانون ایران جوان» در شب (۸حمل  ۱۳۰۱) در سالن گراند هتل تهران این نمایشنامه کمدی را به روی صحنه آورد.
آرتو طریان نمایشنامه «ناپلئون» را که برای براساس زندگی ناپلئون بناپارت امپراتور فرانسه تنظیم کرده بود اجرا کرد. همکاری آرتو طریان و همسرش با «کانون ایران جوان» تا سال ۱۹۳۰ (۱۳۰۹) ادامه داشت.
به مناسبت پنجاهمین سال تأسیس مدرسهٔ مختلط هایگازیان (مدرسه ارمنیان تهران) در روز ۱۹۲۵ (۹ آبان ۱۳۰۴)، نمایشنامه «غریزه» اثر هانری کیست ماکلر و ترجمه هایک گاراکاش درام در چهار پرده به کارگردانی آرتور طریان در سال مدرسه هایگازیان اجرا گردید، نقش آفرینان نمایشنامه عبارت بودند از: وارتو طریان (لالا)، د. گوورگیان، برسابه هوسپیان، هایک گاراگاش، ب. آقاسیان، آرا هاروتیونیان، آرا در-هوهانسیان، گ. هاروتیونیان. هنرمندان «استودیو تئاتر» به سرپرستی و کارگردانی آرتو طریان، روز ۲۵ فوریه ۱۹۲۶ (۵ اسفند ۱۳۰۴) نمایشنامه «برای خوشبختی» نوشته س. بشی بشووسگی ترجمه آرتو طریان را بر روی صحنه آوردند. آرتو طریان در سال ۱۹۲۶ (۱۳۰۵) سه نمایشنامه در تالار مدرسه هایگازیان به روی روس صحنه آورد. ... در بهار سال ۱۹۲۸ (۱۳۰۷) آرتو طریان و همسرش رهسپار رشت شدند. ره آورد آنان برای هنردوستان رشت، نمایشنامه کمدی «مجسمه مرمری» یا «نیوبه» ترجمه ورویر بود. دومین نمایشنامه‌ای که آرتو طریان به روی صحنه آرود. نمایشنامه «عشق و خیانت» اثر فریدریش شیلر نویسنده نامدار آلمانی بود. سومین نمایشنامه، نمایشنامه در اوایل سال ۱۹۲۹ (۱۳۰۸) آرتو طریان، آرداشس قازاریان و افلاطون کیخسرو شاهرخ، در سالن تئاتر زرتشتیان تهران، تئاتر سیروس را بنیان نهادند و برای آموزش هنرهای دراماتیک، «استودیو تئاتر» را در محل تئاتر سیروس دایر کردند و برای جلب علاقه‌مندان اعلامیه‌ای منتشر ساختند. آرتو طریان روز پنجشنبه (۱۹ دی ۱۳۰۸) نمایشنامه‌های «شرافت» درام در یک پرده نوشته هرمان زودرمان (آلمانی) و «زن گنگ» کمدی در دو پرده تصنیف آناتول فرانس را به روی صحنه آورد. در پائیز ۱۳۰۹ آرتو طریان نمایشنامه «شب هزار و یکم» اثر رضاکمال شهرزاد و دو تابلو از اپرای «آنوش» اثر هوهانس تومانیان را به روی صحنه آورد.
تالار تئاتر زرتشتیان تئاتر سیروس در سال ۱۹۲۹ (۱۳۰۸) توسط آرتو طریان، آرداش قازاریان و افلاطون کیخسرو بنیانگذاری شد.
آرتو طریان افسر ارتش بود و آخرین درجه‌ای که اخذ کرده بود درجه سرتیپی بود. آرتو طریان طبع شعر داشت و اشعاری که به زبان ارمنی می‌سرود با نام «آ. آریزاد» در جراید ارمنی زبان سراسر جهان منتشر می‌گردید. چهار جلد کتاب از آرتو طریان به یادگار مانده است. یکی از دیوان‌های اشعار او در شهر ونیز ایتالیا به چاپ رسیده است.
آرتو طریان در سال ۱۹۵۴ میلادی (۱۳۳۳ خورشیدی) بدرود حیات گفت.

## زندگی خصوصی
این زوج هنری (وارتو و آرتو) در سال (۱۲۹۹ خورشیدی) صاحب دختری به نام آلنوش شدند که سال‌ها بعد به «مادر نجوم» و «بانوی اختر فیزیک ایران» ملقب گردید.

## یادداشت
1. ↑  آذر
2. ↑  فروردین